# Sotavento
De Sotavento-archipel is de zuidelijke (benedenwindse) groep eilanden van Kaapverdië. De Sotavento vormen een van de twee geografische regio's van het land. De eilanden Brava, Fogo en Santiago zijn rotsachtige, vulkanische en agrarische eilanden waar de mens al het langst aanwezig is sinds de ontdekking van de eilanden in 1460. Tevens hebben deze eilanden het grootste inwoneraantal.
Het kleine eiland Grande ligt ten noorden van Brava.
Het eiland Maio ligt in het oosten en is een vlak woestijnachtig eiland waar de economie voornamelijk gebaseerd is op zoutwinning. Hiermee heeft het meer overeenkomsten met Sal en Boa Vista die bij de Barlavento archipel dan met de andere eilanden in deze archipel.
Kleine eilanden die tot deze archipel behoren zijn de Rombo-eilanden, ten noorden van Brava, en Santa-Maria bij Santiago.
Barlavento-archipel: Boa Vista · Branco · Razo · Sal · Santa Luzia · Santo Antão · São Nicolau · São Vicente

Sotavento-archipel: Brava · Fogo · Maio · Santiago